# Cerotainia macrocera
Cerotainia macrocera är en tvåvingeart som först beskrevs av Thomas Say 1823.  Cerotainia macrocera ingår i släktet Cerotainia och familjen rovflugor. Inga underarter finns listade i Catalogue of Life.